# Gospa s pustega brega
Gospa s pustega brega (v angleškem izvirniku The Tenant of Wildfell Hall) je angleški roman, ki ga je napisala Anne Brontë. Leta 1848 je bil izdan pod njenim psevdonimom, Acton Bell.

## Seznam vidnejših oseb
- Helen Graham
- Arthur Huntingdon
- Gilbert Markham
- Master Arthur Huntingdon
- Gospod Maxwell
- Peggy Maxwell
- Frederick Lawrence
- Annabella Wilmot, Lady Lowborough
- Lord Lowborough
- Ralph Hattersley
- Gospod Grimsby
- Fergus Markham
- Rose Markham
- Gospa Markham
- Jane Wilson
- Richard Wilson
- Robert Wilson
- Gospa Wilson
- Eliza Millward
- Mary Millward
- Michael Millward
- Walter Hargrave
- Milicent Hargrave
- Esther Hargrave
- Gospa Hargrave
- Gospod Boarham
- Gospod Wilmot
- Rachel
- Alice Myers
- Benson
- Jack Halford

## Priredbe
- V nadaljevanko iz leta 1996, ki ga je produciral BBC, igrata glavni vlogi Janet Munro kot Helen, Corin Redgrave kot Arthur in Bryan Marshall kot Gilbert.
- V nadaljevanko iz leta 1968, ki ga je produciral BBC, igrata glavni vlogi Tara FitzGerald kot Helen, Toby Stephens kot Gilbert, Rupert Graves kot Arthur in James Purefoy kot Frederick.